# Ronnie Atkins
Ronnie Atkins, eigentlich Paul Christensen (* 16. November 1964 in Vejle), ist ein dänischer Sänger. Er ist Gründungsmitglied und Leadsänger der Rockband Pretty Maids.

## Biografie
Im Jahre 1981 gründete Paul Christensen, der sich ab sofort Ronnie Atkins nannte, mit seinem Freund Kenneth Hansen (alias Ken Hammer) die Band Pretty Maids. Diese war ursprünglich nur als Coverband gedacht, veröffentlichte jedoch bereits 1982 ein Demotape mit eigenen Songs. Die Band bekam einen Plattenvertrag in England bei einem Underground-Label, woher auch die englisch klingenden Pseudonyme kommen. 1984 erschien das erste Album Red, Hot and Heavy. Die Band hat in ihrer über 30-jährigen Schaffensphase bereits 13 Studioalben veröffentlicht.
Am 10. Januar 2013 verkündete Tobias Sammet, dass Ronnie Atkins auf dem sechsten Studioalbum The Mystery of Time der Metal-Oper Avantasia zu hören sein wird. Er singt gemeinsam mit Sammet den Song Invoke the Machine, der bereits am 27. Februar ins Internet gestellt wurde.
Am 28. Februar gab Tobias Sammet bekannt, dass Ronnie Atkins Avantasia bei der Tour begleiten wird. Die The Mystery World Tour brachte die Band zwischen April und August unter anderem nach Deutschland, England, Japan, Schweiz, Brasilien, Argentinien, Costa Rica etc. 2014 folgte ein Auftritt auf dem Wacken Open Air. Aufgrund von Terminüberschneidungen mit den Pretty Maids setzte Atkins jedoch einige Konzerte der Tour aus.
Ronnie Atkins ist verheiratet und hat Kinder.
Im Oktober 2019 berichtete Ronnie Atkins der Öffentlichkeit, dass er an einem Bronchialkarzinom (Lungenkrebs) erkrankt sei. Zwischenzeitlich wurde im Februar 2020 die Heilung von Atkins bekannt gegeben. Im Oktober 2020 wurde bekannt, dass der Krebs zurückgekehrt ist und bereits gestreut hatte. Der Krebs ist aktuell im 4. Stadium und gilt als nicht mehr heilbar.

## Diskografie
Solo
- 2021: One Shot
- 2022: Make It Count
- 2023: Trinity

Nordic Union
siehe Abschnitt Diskografie im Artikel Nordic Union
Pretty Maids
siehe Abschnitt Diskografie im Artikel Pretty Maids
Avantasia
- 2013: The Mystery of Time
- 2015: Ghostlights
- 2019: Moonglow
- 2022: A Paranormal Evening with the Moonflower Society
- 2025: Here Be Dragons